# (33071) 1997 WJ12
1997 WJ12 (asteroide 33071) é um asteroide da cintura principal. Possui uma excentricidade de 0.07126340 e uma inclinação de 9.06575º.
Este asteroide foi descoberto no dia 22 de novembro de 1997 por Spacewatch em Kitt Peak.